# Kerstin Blomberg
Kerstin Maria Blomberg, född du Rietz 11 oktober 1949 på Fårö, är en svensk sjuksköterska och hjälparbetare.

## Biografi
Blomberg utbildade sig till sjuksköterska och reste 22 år gammal till det tibetanska flyktingläget Sonada i nordöstra Indien. Hon öppnade en sjukstuga, startade ett hantverkscentrum och undervisade i skolan. Senare vidareutbildade hon sig till distriktssköterska och fortsatte med sitt internationella arbete. Hon grundade även föreningen Sonadas Vänner, som ger fortsatt stöd till flyktingbarnen i Himalaya.
Blomberg var under 30 år engagerad i Rädda Barnen, där hon blev ordförande på Gotland 1985, och som styrelseledamot i riksstyrelsen 1989–1993 samt 1998–2004. Hon har också varit vice ordförande i Unicef Sverige och har haft uppdrag i flera av världens fattiga länder. Hon har vidare varit ordförande i Svenska freds- och skiljedomsföreningen på Gotland och ledamot av Den Stora Fredsresans styrelse, då hon ledde en fredsdelegation i södra Asien och besökte FN, där hon också talade 1987. Under flera år var Blomberg ordförande i Emerichfonden och hon har haft styrelseuppdrag i andra ideella organisationer.

## Utmärkelser
Blomberg har fått Gotlands Tidningars kulturpris 1987, Hans Majestät Konungens medalj av åttonde storleken i högblått band 2000, Teskedsordens pris för tolerans mot fanatism 2010, Hiroshimapriset till Edita och Iris Morris minne 2011 och Certificate of appreciation from the Tibetan people presented by the representative of His Holiness the Dalai Lama and the central Tibetan administration 2019. Vidare fick hon Global Gotlands Integrationspris 2006 och utsågs till Årets Lejon 2007.